# بانون
بانون (بالفرنسية: Banon)‏ جبن فرنسي ذي العلامات التالية : تسمية أصلية محمية (بالفرنسية: AOP)‏ و تسمية أصلية مراقبة (بالفرنسية: AOC)‏
يصنع من حليب الماعز الطازج و أصله من الالألبا الفرنسية
معروف منذ عهد الرومان حيث يحكى أن الإمبراطور الروماني أنطونيوس بيوس مات لأنه أكثر منه
يعتبر من أقدم أنواع الأجبان الفرنسية و طريقة تحظيره خاصة جدا حيث تتبع وصفة دقيقة كي تسمح بإنتاج الجودة المطلوبة